# Caprellidira
Caprellidira (лат.) — парвотряд ракообразных инфраотряда Corophiida из отряда бокоплавов (Senticaudata, Amphipoda). Включает 4 надсемейства.

## Описание
Голова прямоугольная, переднебоковой край углублен; передневентральный край умеренно или сильно углублен, умеренно выемчатый, кроме тех случаев, когда сильно углублен и сильно выемчатый для приема увеличенной антенны 2; 3-й членик антенны 1 длинный, более половины, обычно намного более половины, длины 2-го членика. Кокса 1 маленькая, почти всегда меньше коксы 2. Уропод 3 с комбинацией тонких и крепких волосков, с рельефными шипами или без них. Тельсон с крючками, зубчиками или рельефными шипами или без них.

## Классификация
Включает 15 семейств, разделённых на 7 надсемейств. В 2003—2013 годах эта группа рассматривалась как инфраотряд Caprellida, который относили к подотряду Corophiidea, ныне имеющему ранг инфраотряда Corophiida.
Затем эта группа была включена в новый подотряд Senticaudata.
- инфраотряд Corophiida
  - парвотряд Caprellidira Leach, 1814
    - надсемейство Aetiopedesoidea  Myers & Lowry, 2003
      - семейство Aetiopedesidae Myers & Lowry, 2003
      - семейство Paragammaropsidae Myers & Lowry, 2003

    - надсемейство Caprelloidea  Leach, 1814
      - семейство Caprellidae Leach, 1814
      - семейство Caprogammaridae Kudrjaschov & Vassilenko, 1966
      - семейство Cyamidae Rafinesque, 1815
      - семейство Dulichiidae Laubitz, 1983
      - семейство Podoceridae Leach, 1814

    - надсемейство Isaeoidea  Dana, 1852
      - семейство Isaeidae Dana, 1852

    - надсемейство Microprotopoidea  Myers & Lowry, 2003
      - семейство Microprotopidae Myers & Lowry, 2003

    - надсемейство Neomegamphoidea  Myers, 1981
      - семейство Neomegamphopidae Myers, 1981
      - семейство Priscomilitaridae Hirayama, 1988

    - надсемейство Photoidea  Boeck, 1871
      - семейство Ischyroceridae Stebbing, 1899
      - семейство Kamakidae Myers & Lowry, 2003
      - семейство Photidae Boeck, 1871

    - надсемейство Rakirooidea  Myers & Lowry, 2003
      - семейство Rakiroidae Myers & Lowry, 2003